# ボンバーマン ぱにっくボンバー
『ボンバーマン ぱにっくボンバー』は1995年1月にエス・エヌ・ケイから発売された業務用落ち物パズル。ボンバーマンシリーズ第11作目で通称は『ぱにボン』。
開発はエイティングおよびハドソンが行い、プロデューサーは豊嶋真人、ディレクターは日比進、音楽は須合真樹と1作目より『ボンバーマンシリーズ』を手掛けている竹間淳が担当している。
1994年12月にPCエンジンSUPER CD-ROM²版が発売されている他、1995年にスーパーファミコン用ソフト『スーパーボンバーマン ぱにっくボンバーW』やバーチャルボーイ用ソフト『とびだせ!ぱにボン』が発売、さらにネオジオへの移植の他FM-TOWNS、PC-9801、X68000など日本国内のパソコン各機種に移植された。2001年から2004年にかけて携帯電話ゲームとして配信された他、2005年にはPlayStation Portableに移植された。PCエンジン版はバーチャルコンソール対応ソフトとして2008年にWii、2015年にWii Uにて配信された。

## ゲーム内容

### システム
L字型に落ちてくるボンバーマン(コマ)を白、黒、赤など様々な色の内、縦、横、斜めいずれかに3つ以上並べることで消すことができる。連鎖を組むことも可能で、連鎖数に応じて火のついていない爆弾が下からせり上がってくる。火のついていない爆弾は火のついた爆弾を近くに置き誘爆させることができる。同時に相手にコゲボン（爆風で黒こげになったボンバーマンのこと。爆風で消せる）を相手側に送ることができる。
ボンバーマンを消していくと、爆弾の火力がアップされていく。また、「でかバクメーター」が溜まり、満タンになると「でかバク」（大きい爆弾）がおちてくる。でかバクは爆弾のみならずボンバーマンも消すことができ、相手に大量にコゲボンを送ることができる。相手側のボンバーマンが最上段まで積み上がれば勝ち。全9面。
対戦が長引くと、揃えても爆風でも消せない永久パターン防止キャラの「石」が出現する（ただし、でかバクで破壊可能）。5連鎖からは、下からせり上がってくる爆弾に最初から火が点いていて、いきなり爆発する。6連鎖からは、成功時に各種演出が再生される（6連鎖：ロケット、7連鎖：核爆発、8連鎖：コンボ、9連鎖：おなら）。
ゲームオーバー若しくは、全9面クリア時に上位5位に入賞していると名前を入力することが出来る。基本的に一人プレイだが、途中参加で相手プレイヤーと対戦可能となる。

### 登場キャラクター
スーパーCD-ROM²用タイトル。アーケード版を移植したものとなっているが、アーケード版とは敵キャラが多少異なる。
バグラー
ボンバーマンに復讐する為に浮遊城に乗ってやってきた。詳しくはバグラーを参照。
ブラックボンバーマン
浮遊城の二番手。悪役のボンバーマン。詳しくは黒ボンを参照。
ゴーレムボンバー
浮遊城の一番手。『スーパーボンバーマン2』からの登場。詳しくは凶悪ボンバー5人衆を参照。
プリティボンバー
浮遊城の三番手。同じく『スーパーボンバーマン2』からの登場。詳しくは凶悪ボンバー5人衆を参照。
科学者
正式名称不明。本作の最終ボスで、浮遊城は彼の顔を象っている。
STAGE1
ばろむ（声：大塚瑞恵）
STAGE2
くりん（声：TARAKO）
STAGE3
ぶ～ろる（声：龍田直樹）
STAGE4
ぱ～す（声：萩森侚子）
STAGE5
ふにゃ～（声：野田順子）
STAGE6
ばけばけ（声：TARAKO）
STAGE7
ぺぎ～（声：萩森侚子）
STAGE8
くろぼん（声：龍田直樹）
STAGE9
ばぐら～（声：石丸博也）

## 他機種版
| No. | タイトル                                         | 発売日                       | 対応機種                                                    | 開発元                | 発売元           | メディア                              | 型式                      | 備考                                                                                  |
| --- | ------------------------------------------------ | ---------------------------- | ----------------------------------------------------------- | --------------------- | ---------------- | ------------------------------------- | ------------------------- | ------------------------------------------------------------------------------------- |
| 1   | ボンバーマン ぱにっくボンバー                    | 1994年12月22日               | PCエンジンSUPER CD-ROM²                                     | ハドソン              | ハドソン         | CD-ROM                                | HCD4069                   |                                                                                       |
| 2   | ボンバーマン ぱにっくボンバー                    | 1995年1月18日                | ネオジオ                                                    | エイティング ハドソン | エス・エヌ・ケイ | ロムカセット                          | NGH-073                   |                                                                                       |
| 3   | スーパーボンバーマン ぱにっくボンバーW           | 1995年3月1日                 | スーパーファミコン                                          | ライジング            | ハドソン         | ロムカセット                          | SHVC-APBJ                 | アレンジ移植                                                                          |
| 4   | ボンバーマン ぱにっくボンバー                    | 1995年4月1日                 | FM-TOWNS                                                    | リバーヒルソフト      | アスキー         | CD-ROM                                | -                         |                                                                                       |
| 5   | ボンバーマン ぱにっくボンバー                    | 1995年4月5日                 | PC-9801 X68000                                              | リバーヒルソフト      | アスキー         | 5インチフロッピーディスク             | -                         |                                                                                       |
| 6   | とびだせ!ぱにボン                                | 1995年7月21日 1995年12月     | バーチャルボーイ                                            | ハドソン              | ハドソン 任天堂  | ロムカセット                          | VUE-VH2J-JPN VUE-VH2E-USA |                                                                                       |
| 7   | ぱにっくボンバー                                 | 2001年12月17日               | iアプリ                                                     | ハドソン              | ハドソン         | ダウンロード （着信☆あぷり♪）         | -                         |                                                                                       |
| 8   | ボンバーマン64                                   | 2001年12月20日               | NINTENDO 64                                                 | ラクジン              | ハドソン         | ロムカセット                          | NUS-NHAJ-JPN              | ミニゲームとして収録                                                                  |
| 9   | ボンバーマンランド2 ゲーム史上最大のテーマパーク | 2003年7月17日                | PlayStation 2                                               | ラクジン              | ハドソン         | CD-ROM                                | SLPM-62291                |                                                                                       |
| 10  | ボンバーマンランド2 ゲーム史上最大のテーマパーク | 2003年7月31日                | ゲームキューブ                                              | ラクジン              | ハドソン         | 8センチ光ディスク                     | DL-DOL-PGB2J-JPN          |                                                                                       |
| 11  | ボンバーマンジェッターズゲームコレクション       | 2003年10月16日               | ゲームボーイアドバンス                                      | ハドソン              | ハドソン         | ロムカセット                          | AGB-BOMJ-JPN              | 『アインのパニボン』として収録                                                        |
| 12  | ぱにっくボンバー                                 | 2004年3月4日                 | BREW対応機種 （EZアプリ）                                   | ハドソン              | ハドソン         | ダウンロード （着信☆あぷり♪）         | -                         |                                                                                       |
| 13  | ぱにっくボンバーoriginal                         | 2004年6月14日                | iアプリ                                                     | ハドソン              | ハドソン         | ダウンロード （着信☆あぷり♪）         | -                         | PCエンジン版の移植                                                                    |
| 14  | ぱにっくボンバー                                 | 2004年12月1日                | ボーダフォンライブ! （Vアプリ）                             | ハドソン              | ハドソン         | ダウンロード （着信☆あぷり♪）         | -                         |                                                                                       |
| 15  | ボンバーマン ぱにっくボンバー                    | 2005年6月23日                | PlayStation Portable                                        | ウィル                | ハドソン         | UMD                                   | ULJM-05023                |                                                                                       |
| 16  | ボンバーマン ぱにっくボンバー                    | 2008年3月18日                | Wii                                                         | ハドソン              | ハドソン         | ダウンロード （バーチャルコンソール） | -                         | PCエンジン版の移植                                                                    |
| 17  | ボンバーマン ぱにっくボンバー                    | 2010年4月28日                | PlayStation Portable (PlayStation Network)                  | ハドソン              | ハドソン         | ダウンロード (PlayStation Store)      | -                         |                                                                                       |
| 18  | ボンバーマン ぱにっくボンバー                    | 2015年9月16日 2017年11月23日 | Wii U                                                       | ハドソン              | KDE              | ダウンロード （バーチャルコンソール） | -                         | PCエンジン版の移植                                                                    |
| 19  | ボンバーマン ぱにっくボンバー                    | 2020年3月19日                | PCエンジン mini TurboGrafx-16 mini PC Engine CoreGrafx mini | ハドソン              | KDE              | プリインストール                      | -                         | PCエンジン版の移植 本体にあらかじめインストールされている、約50作品の一つとして収録。 |

PCエンジンSUPER CD-ROM²版
5人までの同時対戦が可能。家庭用シリーズ作品としては初めて正式にボンバーマンに声優が付き、『スーパーボンバーマン』のコマーシャルよりボンバーマンを演じている杉山佳寿子が起用された。
スーパーファミコン版
オリジナル要素が追加され、『スーパーボンバーマン ぱにっくボンバーW』として発売。
バーチャルボーイ版
『とびだせ!ぱにボン』として発売。同機種の特性上1人プレイのみ。
NINTENDO64版
『ボンバーマン64』に収録。ルールが若干異なる。
PlayStation 2、ニンテンドーゲームキューブ版
『ボンバーマンランド2 ゲーム史上最大のテーマパーク』に収録。ボンバーマン64のものとルールは同じ。
ゲームボーイアドバンス版
『ボンバーマンジェッターズゲームコレクション』に『アインのパニボン』として収録。こちらもボンバーマン64のものとルールは同様。決められた数だけコゲボンを作ってステージクリアをしていくゲームAと、ひたすらコゲボンを作って点数を稼ぐゲームBがあり、対戦モードは存在しない。また、コマもボンバーマンではなく、ただ色のついたブロックとなっている。
PlayStation Portable版
ゲームシェアリングで4人までの同時対戦が可能。コレクトアイテム（外観の変更が可能）を追加。
携帯電話ゲーム版
iアプリ、EZアプリ、Vアプリ版がゲーム総合サイト「着信☆あぷり♪」にて移植ではないミニゲームとして発売。その後、『ぱにっくボンバーoriginal』としてゲーム総合サイト「着信☆あぷり♪」のPCエンジンコーナーにてiアプリでのみ配信された。さらにその後、ゲーム総合サイト「ハドソン★プレミアム」に移行後は移植作品がEZアプリ、S!アプリとして配信された。

## スタッフ
アーケード版
- デザイン：竹内久徳、横山祥
- プログラム：竹内久徳
- グラフィック：横山祥、TQAGUROU（田口真之）、藤波勝
- サウンド：須合真樹、竹間淳
- サンクス：ハドソンスタッフ、MOTOROLIAN、AMIKO
- ディレクター：日比進
- プロデューサー：豊嶋真人

## 評価
PCエンジンSUPER CD-ROM²版
ゲーム誌『ファミコン通信』の「クロスレビュー」では、7・7・7・5の合計26点（満40点）、『PC Engine FAN』の読者投票による「ゲーム通信簿」での評価は以下の通りとなっており、22.1点（満30点）となっている。また、1998年に刊行されたゲーム誌『超絶 大技林 '98年春版』（徳間書店）では、同シリーズの他の作品と形態は異なる事に触れた上で「爽快感は健在」と肯定的に評価、またパズルの要素の中にシリーズの特徴である爆弾が爆発する要素が取り入れられている点に関して肯定的に評価した。
| 項目 | キャラクタ | 音楽 | お買得度 | 操作性 | 熱中度 | オリジナリティ | 総合 |
| 得点 | 3.7        | 3.5  | 3.7      | 3.7    | 3.9    | 3.5            | 22.1 |
PlayStation Portable版
ゲーム誌『ファミ通』の「クロスレビュー」では合計23点（満40点）となっている。